# Jacques Fauteux
Pour les articles homonymes, voir Fauteux.
Jacques Fauteux (1933 - 2009) est un présentateur de nouvelles et un animateur de télévision québécois. Il est surtout connu pour avoir coanimé l'émission Appelez-moi Lise avec Lise Payette dans les années 1970 à la télévision de Radio-Canada.

## Biographie
Il est né à Montréal le 29 janvier 1933, fils unique d'un père avocat, Jean-François Fauteux, qui meurt à 42 ans d'un accident de chasse, et de Léonide Charron, secrétaire au bureau de celui-ci, qui épouse en secondes noces Wilfrid Lemoine, un oncle de Wilfrid Lemoine de Radio-Canada.
Jacques Fauteux est pensionnaire jusqu'à 18 ans au Mont Jésus-Marie à Outremont, il poursuit ses études au Loyola High School et à l'Université de Georgetown à Washington, où il obtient un baccalauréat en sciences diplomatiques. Il fait des stages à Mexico et à Madrid.
Il entre à Radio-Canada le 14 juin 1956, comme présentateur de relève, pour un emploi d'été. Tout en travaillant à Radio-Canada, il suit des cours de droit à l'Université McGill durant ses débuts comme annonceur.
À Radio-Canada, il apprécie notamment les conseils et l'encouragement reçus de Miville Couture et la culture de Judith Jasmin et de René Lévesque. Il œuvre à différentes émissions, telles que : Ce soir, Caméra, Point de mire, les visites royales (durant 10 ans), Le Téléjournal, Ciné-Club, une série sur l'Expo 67, Tous pour un (de 1964 à 1968), Studio 13, Appelez-moi Lise. — C'est lui qui aura résumé le discours d'investiture de John F. Kennedy et expliqué la crise des missiles à Cuba, annoncé la mort de Paul Sauvé, interviewé avec Lise Payette, entre autres, Jacques Brel et Gilles Villeneuve…
Dans les années 1960, il épouse l'actrice Gisèle Mauricet, de laquelle il aura eu un fils, Nicolas, scripteur, romancier et musicien.
Il quitte à regret Radio-Canada, après 30 ans de service, le 14 juin 1986. Après quoi, il continue de faire entendre sa voix dans des vidéos corporatifs et de participer à des doublages vocaux. Et le télédiffuseur TVA lui offre alors un talk-show estival, Un bon programme, en 1988, puis l'émission Fauteux prise 2, en 1992.
Jacques Fauteux est reconnu pour son affabilité et pour être un grand défenseur de la langue française.
Il meurt à l'âge de 76 ans, d'un cancer, le 30 juin 2009 à Montréal et a été enterré au Cimetière Notre-Dame-des-Neiges.

## Archives
Le fonds d'archives de Jacques Fauteux est conservé au centre d'archives de Montréal de Bibliothèque et Archives nationales du Québec Fonds Jacques Fauteux (P776)